# Abdagases I

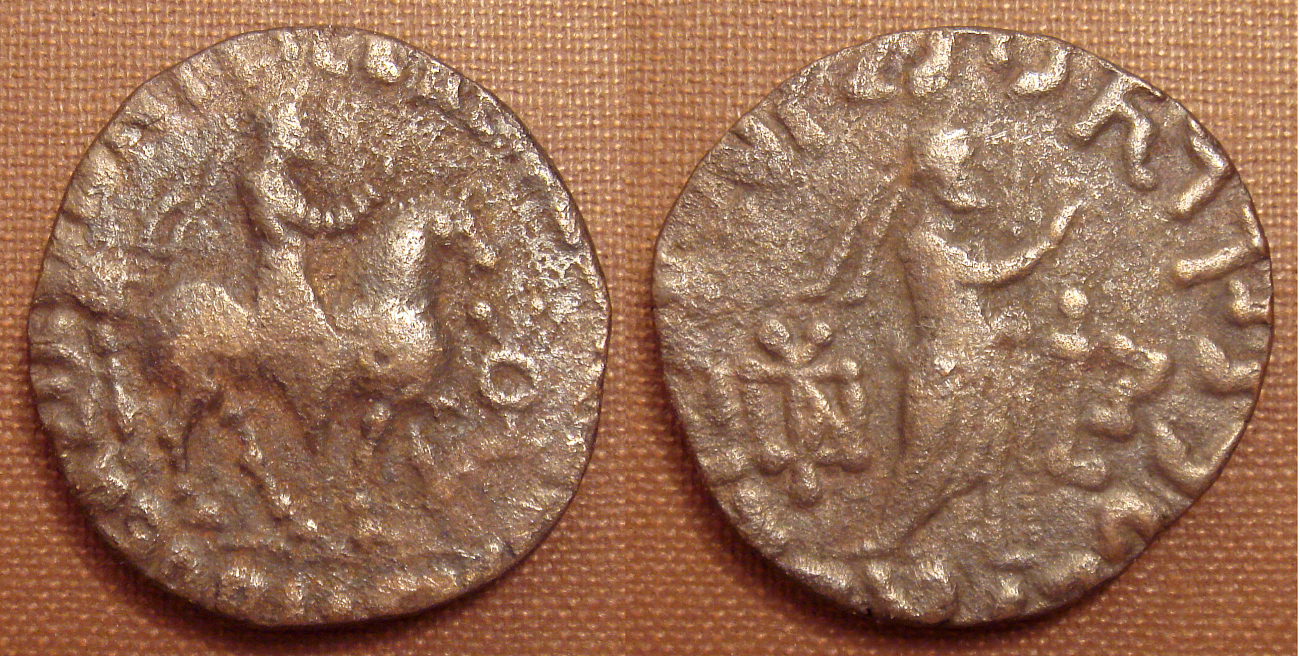
Monedes del rei Indo-Partià Abdagases, en les quals es creu que porta bombatxos en comptes de la roba típica dels partians.

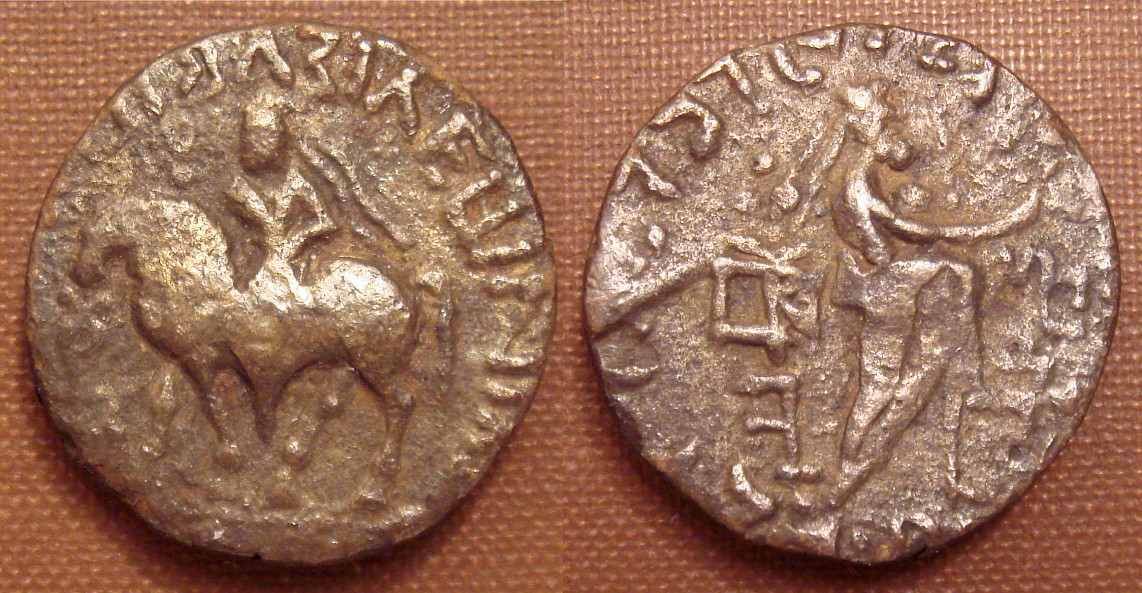
Monedes del rei Indo-Partià Abdagases, en les quals es creu que porta bombatxos i jaqueta creuada

Abdagases  (en grec antic Ἀβδαγάσης 'Abdagáses', en kharosthi 𐨀𐨬𐨡𐨒𐨮 A-va-da-ga-ṣa, 'Avadagaṣa') va ser un rei Indo-Part de la dinastia de Suren que va regnar a la part oriental de Pèrsia (Drangiana, Aracosia i Gandhara). Va ser nebot i successor de Gondofares. Va regnar entre els anys 50 i 60 aproximadament.
Un rei de nom igual o similar, que Tàcit anomena Abdagaeses va intentar defensar el tron de Pàrtia de Tiridates III (35-36. D'aquest Abdagaeses se sap que va ser coronat pels Suren,i possiblement era el mateix rei, però després el va aconsellar abandonar Selèucia. Alguns autors suposen que podria ser un parent d'Abdgases que regnava pocs anys després.
Abdagases va ser succeït per Pakoros o per Ortagnes.
És conegut únicament per unes monedes que mostren un text en llengua kharoshti on s'hi pot llegir Gudaphara brathaputrasa maharajasa Abadagashasa. “Brathaputra” vol dir “nebot” en la llengua Prakrit. En la mateixa cara s'hi pot observar una efígie de Zeus representada. Va perdre Gandhara enfront del rei Kushana Soter Megas.